# Mustang
Mustang je volně žijící plemeno koně v Severní Americe. Mustangové nejsou v Americe původní. Jsou potomci zdivočelých koní španělských kolonistů. Je to poměrně malé, ale houževnaté plemeno.

## Historie

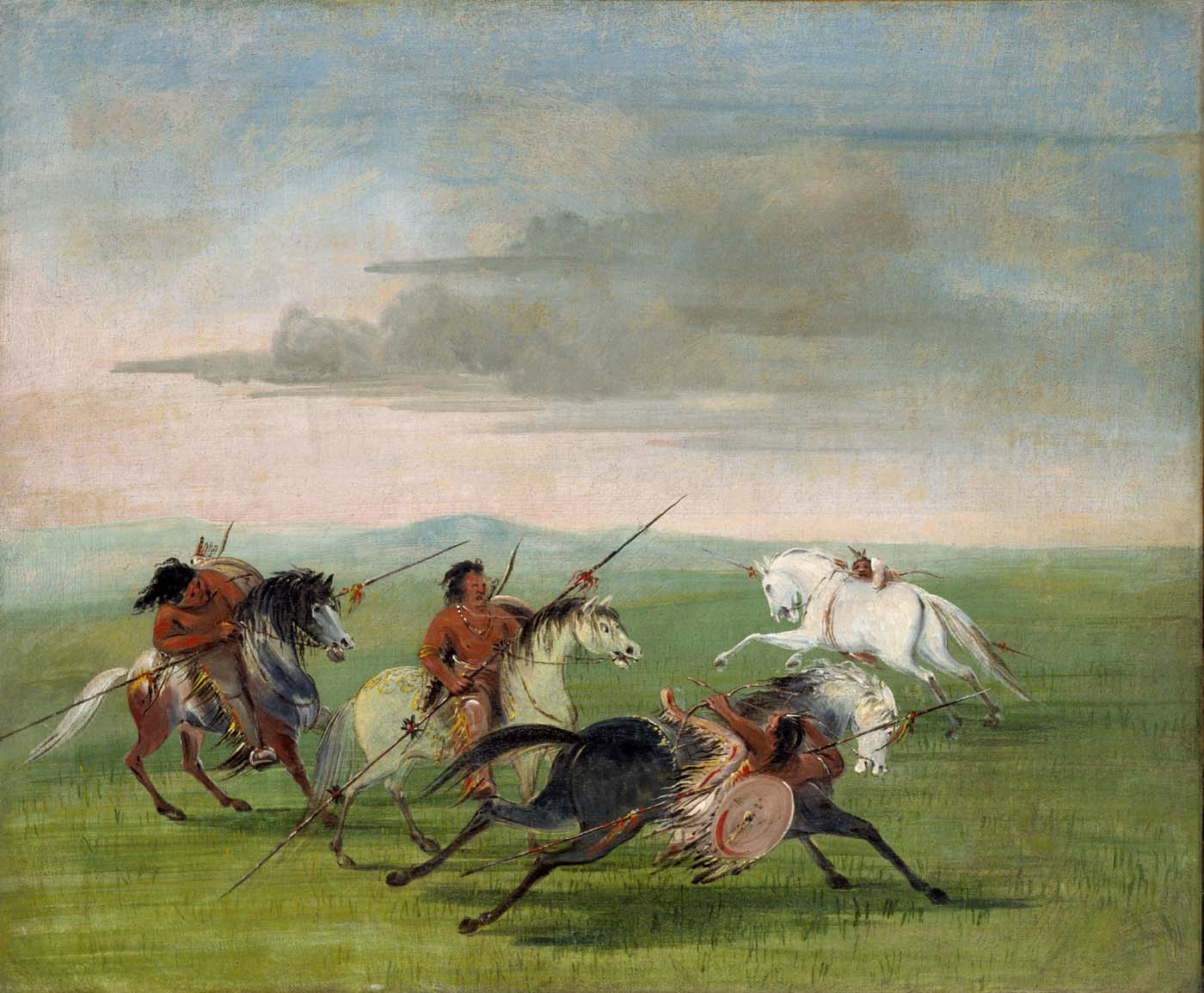
Komančové byli proslulí svým jezdeckým uměním, kresba George Catlina z roku 1834

První zprávy o mustanzích pocházejí ze 16. století a američtí Indiáni je zpočátku pokládali za posvátná zvířata. Koně většinou pocházely ze španělské osady v Novém Mexiku. Později je začali lovit a od 17. století používat jako jezdecká i tažná zvířata. Mustangové se silně množili a kovbojové je často užívali k jízdě. Kolem roku 1900 se jejich počet odhadoval na 2 miliony kusů a protože překáželi farmářům, začalo jejich hubení, srovnatelné s vybíjením bizonů o století dříve. Lov probíhal mimo jiné i za použití terénních automobilů, automatických zbraní a vrtulníků. Maso bylo využíváno pro výrobu levných konzerv nebo krmiva pro psy. Jejich počet rychle klesal, až roku 1959 byl motorizovaný lov na státních pozemcích zakázán. Od roku 1971 počty mustangů sleduje BLM (Bureau of Land Management), ale protože se koně rychle množí a Američané dnes koňské maso odmítají, má s přebytky populací velké starosti a v rezervacích i velké náklady. Proto se snaží přesvědčit zájemce, aby koně adoptovali. Ochránci přírody chtějí, aby se počty ve volné přírodě zvyšovaly, čemuž se brání farmáři. Asi polovina mustangů žije ve státě Nevada, významné populace jsou i ve státech Montana, Wyoming a Oregon.

## Popis
Prvními předchůdci dnešních mustangů jsou andaluští a berberští koně, kteří byli přivezeni do Ameriky v 16. století Španěly. Název mustang pochází ze španělského „mesteña“, což je výraz pro skupinu či stádo divokých koní.

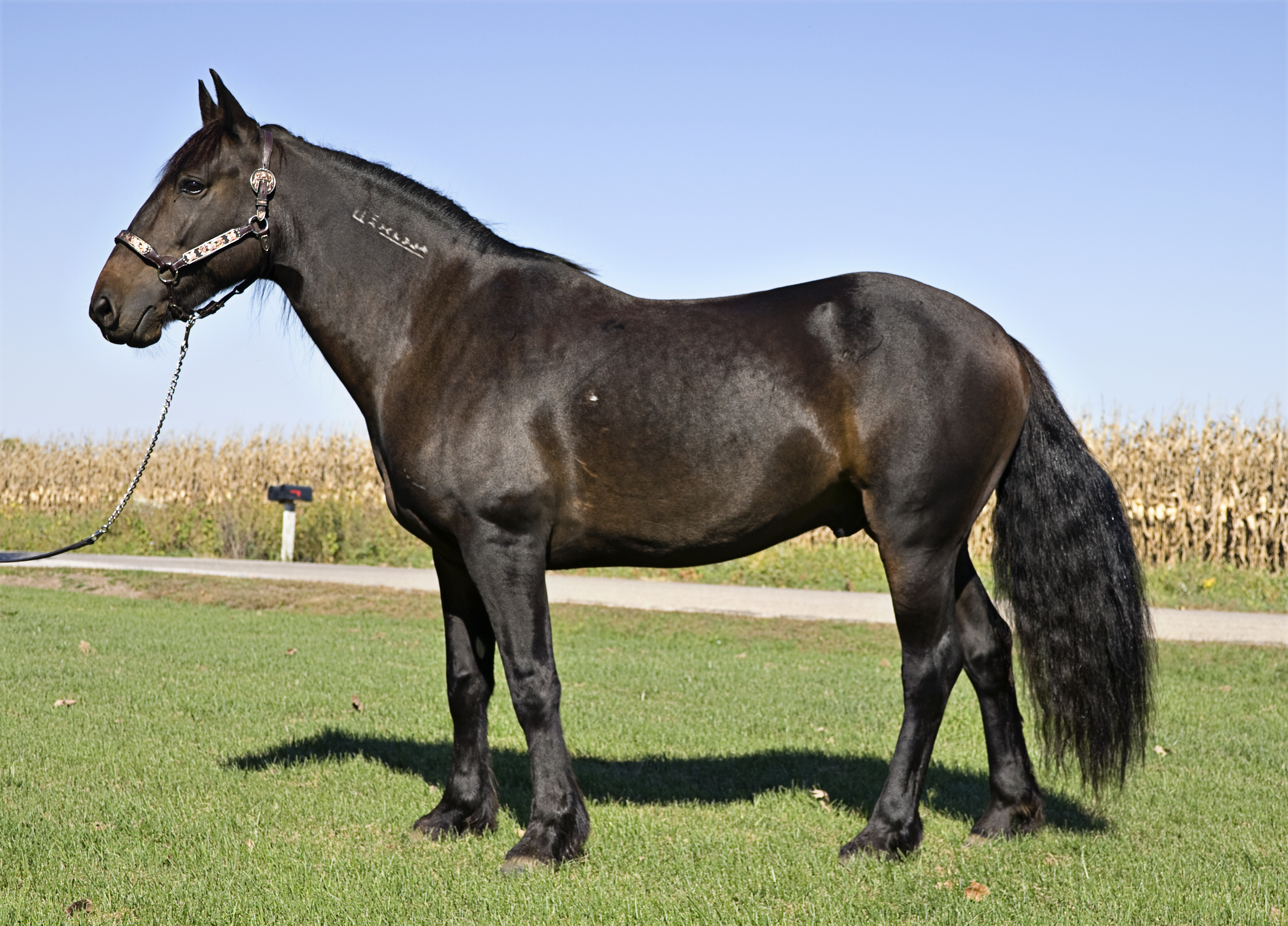
Mustang v lidské péči

Kohoutková výška koně je kolem 134 až 152 cm, maximálně asi 163 cm. Váha koně se pohybuje kolem 360 až 540 kg. Samci (hřebci) bývají mohutnější než samice. V dobrých podmínkách se mustangové dožívají 15 až 20 let.
Mezi nejběžnější barvy srsti tohoto koně patří:
- Bay: červenohnědá srst s černou hřívou, ocasem a nohama
- Black: jednobarevná černá srst
- Chestnut: červenohnědá srst, hříva a ocas
- Dun: písková až načervenalá srst, často s hřbetním pruhem
- Grullo: kouřová nebo našedlá srst s černými fleky
- Paint: tělo a hlava s výraznými bílými skvrnami

## Populace
Dle odhadu z roku 2021 žije v Americe asi 86 000 mustangů na téměř 28 milionech akrů veřejných pozemků v 10 západních státech USA a dalších 55 000 v lidské péči. Téměř bez přirozených predátorů počet divokých mustangů každým rokem roste o 15 až 20 procent.

## Využití
Mustang je kůň všestranný a využívá se proto k různým účelům včetně sportu. Vyniká v barelových závodech (barrel racing), drezuře i všestranném ježdění. Využíván je i na rančích při práci s dobytkem. Sloužit může také v hipoterapii, nebo k výuce o ochraně divokých koní a historii amerického západu.

## Význam
Mustang se počátkem 20. století stal jedním z amerických symbolů, podobně jako kovbojské slavnosti, rodea a podobně. Mustangové jsou vyobrazeni na paměntím oběžném čtvrtdolaru s motivem státu Nevada a název „Mustang“ se dává letadlům, automobilům a dalším.